# Qadzjirisjön
Qadzjirisjön (georgiska: ყაჯირის ტბა, Qadzjiris tba) är en periodisk sjö i sydöstra Georgien. Den ligger 90 km sydost om huvudstaden Tbilisi, i regionen Kachetien. Qadzjirisjön ligger 363 meter över havet.